# Прогностичні значущості позитивного та негативного результатів
Прогности́чні значу́щості позити́вного та негати́вного результа́тів (ПЗ+ та ПЗ− відповідно, англ. positive and negative predictive values, PPV, NPV) — це частки позитивних та негативних результатів у статистичних та медичних тестах, які є істинно позитивними та істинно негативними відповідно. ПЗ+ та ПЗ− описують ефективність медичного тесту або іншої статистичної міри. Високий результат можливо трактувати як вказівку на точність такої статистики. ПЗ+ та ПЗ− не є внутрішніми властивостями тесту (як істиннопозитивний та істиннонегативний рівні), вони залежать також і від поширеності. Як ПЗ+, так і ПЗ− можливо вивести з теореми Баєса.
Хоч їх іноді й використовують як синоніми, прогностична значущість позитивного результату загалом стосується того, що встановлюється контрольними групами, тоді як післятестова ймовірність стосується ймовірності для конкретної особи. Проте, якщо передтестова ймовірність цільового стану для конкретної особи є такою ж, як і поширеність в контрольній групі, використаній для встановлення прогностичної значущості позитивного результату, то вони обидві є чисельно рівними.
В інформаційнім пошуку статистику ПЗ+ часто називають влучністю.

## Визначення

### Прогностична значущість позитивного результату (ПЗ+)
Прогностичну значущість позитивного результату (ПЗ+) визначено як
ПЗ+ = число істинно позитивних/число істинно позитивних + число хибно позитивних = число істинно позитивних/число позитивних сигналів
де «істинно позитивною» є така подія, що тест робить позитивний прогноз, і суб'єкт має позитивний результат за золотого стандарту, а «хибно позитивною» є така подія, що тест робить позитивний прогноз, а суб'єкт за золотого стандарту має негативний результат. Ідеальним значенням ПЗ+, за ідеального тесту, є 1 (100 %), а найгіршим можливим значенням був би нуль.
В дослідженнях «випадок—контроль» ПЗ+ має бути обчислювано з чутливості, специфічності, але також включно з поширеністю:
ПЗ+ = чутливість × поширеність/чутливість × поширеність + (1 − специфічність) × (1 − поширеність)
Доповненням ПЗ+ є рівень хибного виявляння (РХВ):
РХВ = 1 − ПЗ+ = число хибно позитивних/число істинно позитивних + число хибно позитивних = число хибно позитивних/число позитивних сигналів

### Прогностична значущість негативного результату (ПЗ−)
Прогностичну значущість негативного результату визначено як
ПЗ− = число істинно негативних/число істинно негативних + число хибно негативних = число істинно негативних/число негативних сигналів
де «істинно негативною» є така подія, що тест робить негативний прогноз, і суб'єкт має негативний результат за золотого стандарту, а «хибно негативною» є така подія, що тест робить негативний прогноз, а суб'єкт за золотого стандарту має позитивний результат. За ідеального тесту, такого, що не повертає хибно негативних, значенням ПЗ− є 1 (100 %), а за тесту, який не повертає істинно негативних, значенням ПЗ− є нуль.
ПЗ− можливо також обчислювати через чутливість, специфічність та поширеність:
ПЗ− = специфічність × (1 − поширеність)/(1 − чутливість) × поширеність + специфічність × (1 − поширеність)
Доповненням ПЗ− є рі́вень хи́бного пропуска́ння (РХП, англ. false omission rate, FOR):
РХП = 1 − ПЗ− = число хибно негативних/число істинно негативних + число хибно негативних = число хибно негативних/число негативних сигналів
Хоч їх іноді й використовують як синоніми, прогностична значущість негативного результату загалом стосується того, що встановлюється контрольними групами, тоді як негативна післятестова ймовірність радше стосується ймовірності для конкретної особи. Проте, якщо передтестова ймовірність цільового стану для конкретної особи є такою ж, як і поширеність в контрольній групі, використаній для встановлення прогностичної значущості негативного результату, то вони обидві є чисельно рівними.

### Взаємозв'язок
Наступна діаграма ілюструє, як пов'язано прогностичну значущість позитивного результату, прогностичну значущість негативного результату, чутливість та специфічність.
|                                                                                              | | Справжній стан | | | | |
|                                                                                              | загальна сукупність                                                                                  | позитивний стан | негативний стан | поширеність = Σ позитивних станів/Σ загальної сукупності                                                                 | точність = Σ істинно позитивних + Σ істинно негативних/Σ загальної сукупності                                 | точність = Σ істинно позитивних + Σ істинно негативних/Σ загальної сукупності                                 |
| Прогнозований стан                                                                           | позитивний прогнозований стан                                                                        | істинно позитивний | хибно позитивний, помилка I роду                                                                                    | прогностична значущість позитивного результату (ПЗ+), влучність = Σ істинно позитивних/Σ позитивних прогнозованих станів | рівень хибного виявляння (РХВ) = Σ хибно позитивних/Σ позитивних прогнозованих станів                         | рівень хибного виявляння (РХВ) = Σ хибно позитивних/Σ позитивних прогнозованих станів                         |
| Прогнозований стан                                                                           | негативний прогнозований стан                                                                        | хибно негативний, помилка II роду                                                                                                 | істинно негативний                                                                                                  | рівень хибного пропускання (РХП) = Σ хибно негативних/Σ негативних прогнозованих станів                                  | прогностична значущість негативного результату (ПЗ-) = Σ істинно негативних/Σ негативних прогнозованих станів | прогностична значущість негативного результату (ПЗ-) = Σ істинно негативних/Σ негативних прогнозованих станів |
|                                                                                              | | істиннопозитивний рівень (ІПР), повнота, чутливість, ймовірність виявлення, потужність = Σ істинно позитивних/Σ позитивних станів | хибнопозитивний рівень (ХПР), побічний продукт, ймовірність хибної тривоги = Σ хибно позитивних/Σ негативних станів | співвідношення правдоподібності позитивного результату (СП+) = ІПР/ХПР                                                   | діагностичне співвідношення шансів (ДСШ) = СП+/СП−                                                            | міра F1 = 2 · влучність · повнота/влучність + повнота                                                         |
| хибнонегативний рівень (ХНР), коефіцієнт невлучання = Σ хибно негативних/Σ позитивних станів | специфічність, вибірність, істиннонегативний рівень (ІНР) = Σ істинно негативних/Σ негативних станів | співвідношення правдоподібності негативного результату (СП-) = ХНР/ІНР                                                            | | | діагностичне співвідношення шансів (ДСШ) = СП+/СП−                                                            | міра F1 = 2 · влучність · повнота/влучність + повнота                                                         |

Зауважте, що прогностичні значущості позитивного та негативного результатів можливо оцінювати лише із застосуванням даних поперечного дослідження, або іншого дослідження сукупності, в якому можливо отримати справедливі оцінки поширеності. На противагу цьому, чутливість та специфічність можливо оцінювати з досліджень «випадок—контроль».

### Робочий приклад
Припустімо, що до 2030 людей застосовують скринінговий тест на приховану кров у калі (ПКК), щоби перевірити їх на рак кишки:
|                                                        |                            | Пацієнти з колоректальним раком (підтвердженим ендоскопічним обстеженням)                      | | | | |
| позитивний стан                                        | негативний стан            | поширеність= (ІП + ХН) / загальна_сукупність = (20 + 10) / 2030 ≈ 1,48 %                       | точність = (ІП + ІН) / загальна_сукупність = (20 + 1820) / 2030 ≈ 90,64 %                                               | точність = (ІП + ІН) / загальна_сукупність = (20 + 1820) / 2030 ≈ 90,64 %                                  | | |
| Результат скринінгового тесту на приховану кров у калі | результат тесту позитивний | істинно позитивні (ІП) = 20 (2030 × 1,48 % × 67 %)                                             | хибно позитивні (ХП) = 180 (2030 × (100 − 1,48 %) × (100 − 91 %))                                                       | прогностична значущість позитивного результату (ПЗ+), влучність= ІП / (ІП + ХП) = 20 / (20 + 180) = 10 %   | рівень хибного виявляння (РХВ)= ХП / (ІП + ХП) = 180 / (20 + 180) = 90,0 %                          | рівень хибного виявляння (РХВ)= ХП / (ІП + ХП) = 180 / (20 + 180) = 90,0 %                          |
| Результат скринінгового тесту на приховану кров у калі | результат тесту негативний | хибно негативні (ХН) = 10 (2030 × 1,48 % × (100 − 67 %))                                       | істинно негативні (ІН) = 1820 (2030 × (100 − 1,48 %) × 91 %)                                                            | рівень хибного пропускання (РХП)= ХН / (ХН + ІН) = 10 / (10 + 1820) ≈ 0,55 %                               | прогностична значущість негативного результату (ПЗ-)= ІН / (ХН + ІН) = 1820 / (10 + 1820) ≈ 99,45 % | прогностична значущість негативного результату (ПЗ-)= ІН / (ХН + ІН) = 1820 / (10 + 1820) ≈ 99,45 % |
|                                                        |                            | ІПР, повнота, чутливість= ІП / (ІП + ХН) = 20 / (20 + 10) ≈ 66,7 %                             | хибнопозитивний рівень (ХПР), побічний продукт, ймовірність хибної тривоги= ХП / (ХП + ІН) = 180 / (180 + 1820) = 9,0 % | співвідношення правдоподібності позитивного результату (СП+)= ІПР/ХПР = (20 / 30) / (180 / 2000) ≈ 7,41    | діагностичне співвідношення шансів (ДСШ)= СП+/СП− ≈ 20,2                                            | міра F1 = 2 × влучність × повнота/влучність + повнота ≈ 0,174                                       |
|                                                        |                            | хибнонегативний рівень (ХНР), коефіцієнт невлучання = ХН / (ІП + ХН) = 10 / (20 + 10) ≈ 33,3 % | специфічність, вибірність, істиннонегативний рівень (ІНР)= ІН / (ХП + ІН) = 1820 / (180 + 1820) = 91 %                  | співвідношення правдоподібності негативного результату (СП−) = ХНР/ІНР = (10 / 30) / (1820 / 2000) ≈ 0,366 | діагностичне співвідношення шансів (ДСШ)= СП+/СП− ≈ 20,2                                            | міра F1 = 2 × влучність × повнота/влучність + повнота ≈ 0,174                                       |

Маленьке значення прогностичної значущості позитивного результату (ПЗ+ = 10 %) вказує, що багато з позитивних результатів цієї процедури тестування є хибно позитивними. Відтак, за кожним позитивним результатом буде необхідно зробити надійніший тест, щоби отримати точнішу оцінку наявності раку. Тим не менше, такий тест може бути корисним, якщо він є недорогим та зручним. Сила скринінгового тесту ПКК полягає натомість у його прогностичній значущості негативного результату, яка, якщо тест для якоїсь особи є негативним, дає нам високу впевненість, що цей негативний результат є істинним.

## Проблеми

### Інші індивідуальні чинники
Зауважте, що ПЗ+ не є притаманною самому тестові, — вона залежить також і від поширеності. Через великий вплив поширеності на прогностичні значущості було запропоновано стандартизований підхід, де ПЗ+ унормовують до поширеності в 50 %. ПЗ+ є прямо пропорційною до поширеності захворювання або стану. В наведеному вище прикладі, якби група протестованих людей включала високу частку людей з раком кишки, то ПЗ+ імовірно вийшла би вищою, а ПЗ− вийшла би нижчою. Якби кожен у цій групі мав рак кишки, то ПЗ+ становила би 100 %, а ПЗ− становила би 0 %.
Щоби подолати цю проблему, ПЗ+ та ПЗ- слід використовувати лише тоді, коли співвідношення числа пацієнтів у групі хворих до числа пацієнтів у здоровій контрольній групі, використовуваних для встановлення ПЗ+ та ПЗ−, є рівнозначним поширеності захворювання у досліджуваній сукупності, або, у випадку порівнювання груп двох захворювань, якщо співвідношення числа пацієнтів у групі хворих 1 до числа пацієнтів у групі хворих 2 є рівнозначним співвідношенню поширеностей цих двох досліджуваних захворювань. В іншому разі позитивне та негативне співвідношення правдоподібності є точнішими за ПЗ+ та ПЗ−, оскільки співвідношення правдоподібності не залежать від поширеності.
Якщо тестована особа має не таку передтестову ймовірність якогось стану, як контрольні групи, використані для встановлення ПЗ+ та ПЗ−, то ПЗ+ та ПЗ−, як правило, розрізнюють із позитивною та негативною післятестовими імовірностями, де ПЗ+ та ПЗ− відповідають значенням, встановленим контрольними групами, а післятестові ймовірності відповідають значенням для тестованих осіб (за оцінкою, наприклад, співвідношень правдоподібності). В таких випадках бажано дослідити велику групу рівнозначних осіб, щоби встановити окремі прогностичні значущості позитивного та негативного результатів для використання в тестуванні таких осіб.

### Баєсове уточнювання
Теорема Баєса встановлює невіддільні обмеження точності скринінгових тестів як функцію від поширеності захворювання, або передтестової ймовірності. Було показано, що тестувальна система може витримувати значні падіння поширеності, до певної чітко визначеної точки, відомої як поріг поширеності, за якою надійність позитивного скринінгового тесту стрімко падає. Тим не менше, Балайла та ін. показали, що послідовне тестування долає вищезазначені баєсові обмеження, й відтак підвищує надійність скринінгових тестів. Для бажаної прогностичної значущості позитивних результатів, що наближується до k, числом необхідних позитивних ітерацій тесту ni є
{\displaystyle n_{i}=\lim _{\rho \to k}\left\lceil {\frac {\ln \left[{\frac {\rho (\phi -1)}{\phi (\rho -1)}}\right]}{\ln \left[{\frac {a}{1-b}}\right]}}\right\rceil }
де ni = числу ітерацій тестування, необхідному для досягнення ρ, бажаної прогностичної значущості позитивного результату, a = чутливість, b = специфічність, φ = поширеність захворювання, а k = стала. Слід зазначити, що знаменник наведеного вище рівняння є натуральним логарифмом співвідношення правдоподібності позитивного результату (СП+).

### Різні цільові стани
ПЗ+ використовують, щоби показувати ймовірність того, що у випадку позитивного тесту пацієнт дійсно має вказане захворювання. Проте причин захворювання може бути більше, ніж одна, й будь-яка окрема потенційна причина може не завжди призводити до явного захворювання, що спостерігається в пацієнта. Існує можливість змішування пов'язаних цільових станів ПЗ+ та ПЗ−, такого як інтерпретування ПЗ+ чи ПЗ− тесту як наявність захворювання, коли це значення ПЗ+ чи ПЗ− насправді стосується лише схильності мати це захворювання.
Прикладом є мікробіологічний мазок з горла, який використовують для пацієнтів з болем у горлі. Зазвичай публікації, які вказують ПЗ+ мазка з горла, повідомляють ймовірність присутності відповідної бактерії в горлі, а не того, що пацієнт є хворим через знайдену бактерію. Якби присутність цієї бактерії завжди спричинювала біль у горлі, то ця ПЗ+ була би дуже корисною. Проте ці бактерії можуть колонізувати людей нешкідливим чином, і ніколи не призводити до інфікування або захворювання. Біль у горлі, що трапляється в таких людей, має причиною інших агентів, таких як вірус. У цій ситуації золотий стандарт, що використовують в оцінювальнім дослідженні, відображує лише наявність бактерій (які можуть бути нешкідливими), а не спричинене ними захворювання на бактеріальний біль у горлі. Можливо довести, що ця проблема впливатиме на прогностичну значущість позитивного результату набагато більше, ніж на прогностичну значущість негативного. Для оцінювання медичних тестів, де золотий стандарт дивиться лише на потенційні причини захворювання, можна використовувати розширення прогностичної значущості, зване етіологічною прогностичною значущістю (англ. Etiologic Predictive Value).